# Anderson County (South Carolina)
Anderson County ist ein County im Bundesstaat South Carolina der Vereinigten Staaten. Das U.S. Census Bureau hat bei der Volkszählung 2020 eine Einwohnerzahl von 203.718 ermittelt. Der Verwaltungssitz (County Seat) ist Anderson.

## Geographie
Das County liegt im Nordwesten von South Carolina, grenzt im Südwesten an Georgia und hat eine Fläche von 1962 Quadratkilometern, wovon 102 Quadratkilometer Wasserfläche sind. Es grenzt im Uhrzeigersinn an folgende Countys: Pickens County, Greenville County, Laurens County, Abbeville County, Elbert County (Georgia), Hart County (Georgia) und Oconee County.

## Geschichte
Anderson County wurde am 20. Dezember 1826 aus Teilen des Pendleton Districts gebildet. Benannt wurde es nach Robert Anderson, einem Offizier im Amerikanischen Unabhängigkeitskrieg.
21 Bauwerke und Stätten des Countys sind im National Register of Historic Places (NRHP) eingetragen (Stand 26. Juli 2018).

## Demografische Daten
Nach der Volkszählung im Jahr 2000 lebten im Anderson County 165.740 Menschen in 65.649 Haushalten und 400 Familien. Die Bevölkerungsdichte betrug 89 Einwohner pro Quadratkilometer. Ethnisch betrachtet setzte sich die Bevölkerung zusammen aus 81,56 Prozent Weißen, 16,59 Prozent Afroamerikanern, 0,22 Prozent amerikanischen Ureinwohnern, 0,42 Prozent Asiaten, 0,02 Prozent Bewohnern aus dem pazifischen Inselraum und 0,40 Prozent aus anderen ethnischen Gruppen; 0,79 Prozent stammten von zwei oder mehr Ethnien ab. 1,11 Prozent der Bevölkerung waren spanischer oder lateinamerikanischer Abstammung.
Von den 65.649 Haushalten hatten 31,6 Prozent Kinder unter 18 Jahre, die bei ihnen lebten. 55,0 Prozent waren verheiratete, zusammenlebende Paare, 12,8 Prozent waren allein erziehende Mütter, 28,0 Prozent waren keine Familien, 24,3 Prozent waren Singlehaushalte und in 9,6 Prozent lebten Menschen mit 65 Jahren oder darüber. Die Durchschnittshaushaltsgröße betrug 2,48 und die durchschnittliche Familiengröße betrug 2,94 Personen.
24,6 Prozent der Bevölkerung war unter 18 Jahre alt. 8,4 Prozent zwischen 18 und 24, 29,1 Prozent zwischen 25 und 44, 24,3 Prozent zwischen 45 und 64 und 13,7 Prozent waren 65 Jahre alt oder älter. Das Durchschnittsalter betrug 37 Jahre. Auf 100 weibliche Personen kamen 93,5 männliche Personen und auf 100 Frauen im Alter von 18 Jahren und darüber kamen 90,2 Männer.
Das jährliche Durchschnittseinkommen eines Haushalts betrug 36.807 USD, das Durchschnittseinkommen einer Familie betrug 44.229 USD. Männer hatten ein Durchschnittseinkommen von 32.316 USD, Frauen 23.834 USD. Das Prokopfeinkommen betrug 18.365 USD. 9,1 Prozent der Familien und 12,0 Prozent der Bevölkerung lebten unterhalb der Armutsgrenze.

## Orte im Anderson County
Im Anderson County liegen 11 Gemeinden, davon vier Cities und sieben Towns. Zu Statistikzwecken führt das U.S. Census Bureau sechs Census-designated places, die dem County unterstellt sind und keine Selbstverwaltung besitzen. Diese sind wie die Unincorporated Communities gemeindefreies Gebiet.
Cities
| - Anderson - Belton | - Clemson 1 - Easley 1 |

Towns
| - Honea Path 2 - Iva - Pelzer - Pendleton | - Starr - West Pelzer - Williamston |

Census-designated places (CDP)
| - Centerville - Fair Play 3 - Homeland Park | - Northlake - Piedmont 4 - Powdersville |

andere Unincorporated Communities
| - Aaron - Craytonville - La France | - Sandy Springs - Townville 5 |